# أغرافا (إفريتانيا)
أغرافا (Άγραφα) هي مدينة في إفريتانيا في مقاطعة كينتريكي إلادا في اليونان.
يبلغ عدد سكانها حوالي 425 نسمة.